# استیو آشیم
استیو آیشم (به انگلیسی: Steve Asheim) متولد (۱۷ ژانویه ۱۹۷۰) است و به عنوان درامر و آهنگ ساز اولیه گروه دث متال دیساید شناخته می‌شود. آیشم با دی درام کار می‌کند.
همچنین او صاحب یک مجموعه اسلحه می‌باشد همان‌طور که در دی وی دی لندن در حال سوختن دیده می‌شود. وی در بعضی از قسمت‌های آلبوم تا مرگ با ما نوازندگی گیتار را نیز بر عهده داشته‌است. در تاریخ ۲۰ نوامبر ۲۰۰۷ او به عنوان درامر به گروه بلک/دث متال اوردر اف اند که در سنت پترزبورگ، فلوریدا مشغول کار بود پیوست.

## تأثیرات موسیقی و سلیقه
آیشم نوازندگی درام را از گروه‌های "به اصطلاح متال" که در ده هشتاد مشغول کار بودند و به‌طور آهسته به نواختن درام می پرداختند آغاز کرد و در نهایت این کار باعث شد به این سبک درام زدن برسد. او همچنین از گروه‌های که در این ده به وجود آمدن مانند متالیکا، اسلیر، دارک انجل، دستراکشن، سادام نیز الهام گرفت. آیشم نیز به آهنگ‌های پیانو سبک کلاسیک گوش می‌دهد وی معتقد است که این کار ایده برای ساختن آهنگ‌ها برای گروه را به او می‌دهد.

## حادثه بانک
در تاریخ ۲۵ ژانویه ۲۰۰۷، هنگام سفر در اینسبروک، اتریش و وقتی که او می خواست ودیعه را برای دیساید در بانک قرار دهد، او به علت مظنون بودن در سرقت از بانک دستگیر شد. کارمندان از ظاهر و لباس آراسته او و همچنین قرمز رنگ شدن دست او پس از دست زدن به پول‌ها بهت زده شدند و او توسط پلیس در ایستگاه‌های محلی بازداشت شد، او توضیح داد : درآمد حاصل از اسکناس‌های مشروع بودند و حاصل از تور گروه هستند و رنگ دست او به خاطر رنگ درون پول‌ها نیست و به خاطر قلم سوراخ او که در جیبش بوده‌است می‌باشد . اتهام او به جز این منتشر شد.